# Kronoshügel

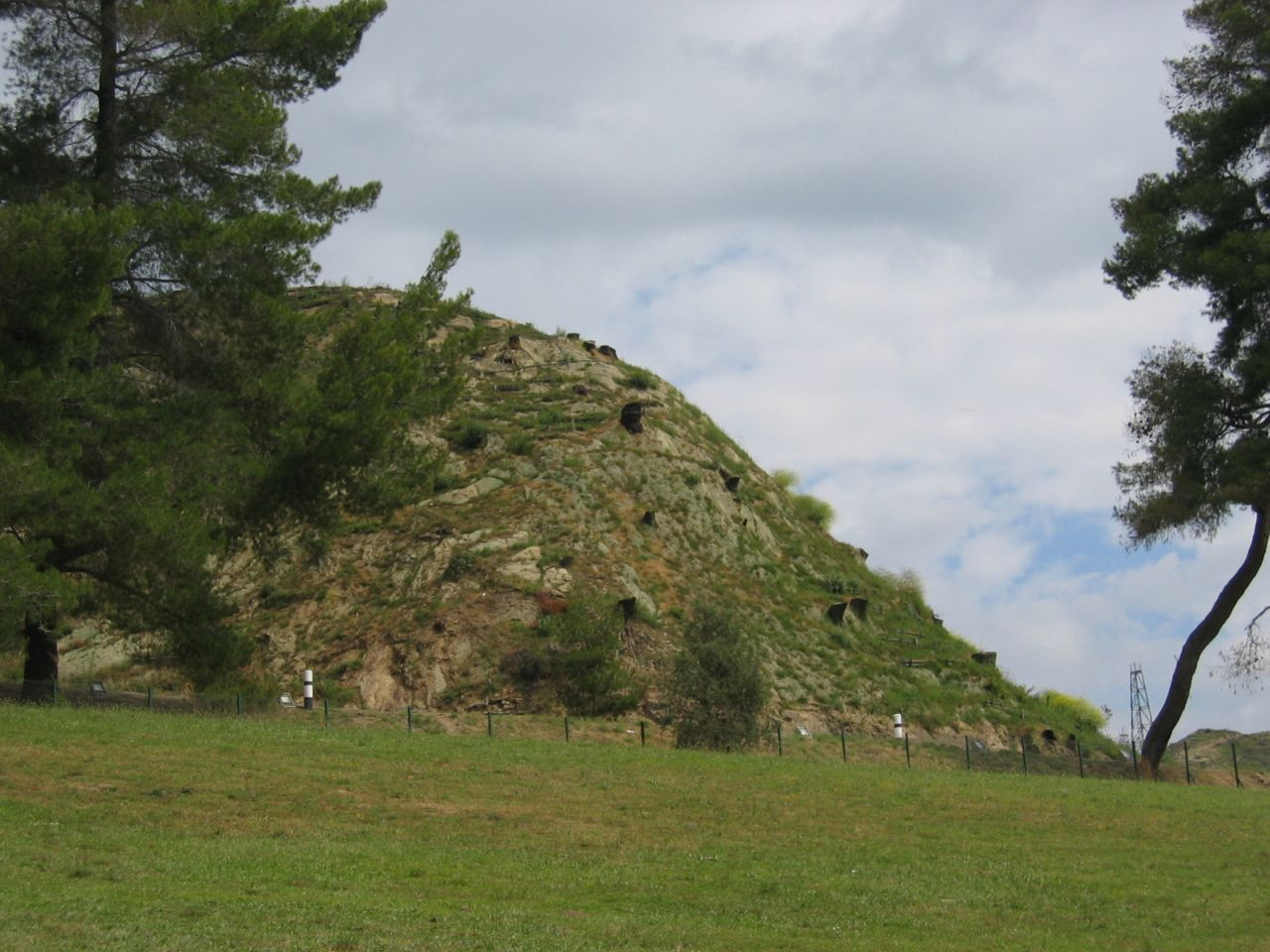
Der Kronion

Der Kronoshügel (altgriechisch Κρόνιον Kronion) ist eine Erhebung nördlich des Heiligtums von Olympia. An seinem südwestlichen Ausläufer, dem Gaion, lagen die ältesten Heiligtümer von Olympia, die der Gaia und der Themis.